# Euxoa continentalis
Euxoa continentalis là một loài bướm đêm trong họ Noctuidae.